# Guillaume Ngefa Atondoko
Guillaume Ngefa Atondoko est un juriste et militant des droits humains congolais. Il est nommé ministre de la Justice et Garde des Sceaux de la République démocratique du Congo le 8 août 2025, lors d’un remaniement gouvernemental.

## Biographie

### Jeunesse et formation
Originaire de Kodoro, dans la province du Sud-Ubangi en République démocratique du Congo, Guillaume Ngefa Atondoko déclare avoir développé un sens précoce de la justice en s’opposant, dès son enfance, aux discriminations envers les Pygmées dans sa communauté. Étudiant à l’Université de Kinshasa, il s’engage dans plusieurs mouvements étudiants, dont le Club des Africanistes, et milite contre la division ethnique et la répression politique.

### Engagement pour les droits humains
En 1986, il fonde l’Association Africaine de Défense des Droits de l’Homme (ASADHO), l’une des premières ONG indépendantes de défense des droits humains en RDC.  Sous les régimes de Mobutu Sese Seko puis de Laurent-Désiré Kabila, il documente et dénonce les violations des droits humains, notamment à travers un rapport estimant qu’environ 200 000 réfugiés hutus et plusieurs milliers de Congolais ont été tués dans un contexte de nettoyage ethnique.  
Ses positions impartiales, indépendantes de l’ethnie des victimes ou des auteurs, confèrent à l’ASADHO un rôle important dans l’apaisement des tensions interethniques.

### Exil et carrière internationale
Persécuté sous les deux régimes, Guillaume Ngefa Atondoko s’exile à Genève puis en Côte d’Ivoire, tout en poursuivant ses activités militantes.  
Il participe à des événements internationaux aux côtés de personnalités comme Desmond Tutu, dans le cadre de l’initiative Speak Truth to Power (2008 à Cape Town et 2009 à Milan).  
En 1999, il rejoint le système des Nations unies et occupe plusieurs fonctions, notamment au Haut-Commissariat des Nations unies aux droits de l'homme en Guinée-Bissau, en Côte d'Ivoire, au Sénégal et en Suisse. Il est nommé Directeur de la Division des droits de l’homme de la MINUSMA avant d’être expulsé par les autorités maliennes en février 2023.

### Nomination au gouvernement
Le 8 août 2025, il est nommé ministre de la Justice et Garde des Sceaux en remplacement de Constant Mutamba, dans le gouvernement Suminwa.